# Ключ 113
| 示                     | 示                         | 示                         |
| ---------------------- | -------------------------- | -------------------------- |
| 112                    | 113                        | 114                        |
| Піньінь:               | shì                        | shì                        |
| Чжуїнь:                | ㄕˋ                        | ㄕˋ                        |
| Вейд-Джайлз:           | shih4                      | shih4                      |
| Ютпхін:                | si6                        | si6                        |
| Он:                    | シ shi                     | シ shi                     |
| Кун:                   | しめす shimesu             | しめす shimesu             |
| Кандзі:                | 示偏 shimesuhen ネ偏 nehen | 示偏 shimesuhen ネ偏 nehen |
| Хун:                   | 보일 boil                  | 보일 boil                  |
| Им:                    | 시 si                      | 시 si                      |
| Індекс у Вікісловнику: | 示                         | 示                         |

Ключ 113 — ієрогліфічний ключ, що означає культ предків і є одним із 23 (загалом існує 214) ключів Кансі, що складаються з п'яти рисок.
У Словнику Кансі 213 символів із 40 030 використовують цей ключ.

## Символи, що використовують ключ 113

Як писати ієрогліф.

| без додаткових | 示 礻                                                          |
| 1 додаткова    | 礼                                                             |
| 2 додаткові    | 礽                                                             |
| 3 додаткові    | 社 礿 祀 祁 祂 祃                                              |
| 4 додаткові    | 祄 祅 祆 祇 祈 祉 祊 祋 祌 祍 祎                               |
| 5 додаткових   | 祏 祐 祑 祒 祓 祔 祕 祖 祗 祘 祙 祚 祛 祜 祝 神 祟 祠 祡 祢    |
| 6 додаткових   | 祣 祤 祥 祦 祧 票 祩 祪 祫 祬 祭 祮 祯                         |
| 7 додаткових   | 祰 祱 祲 祳 祴 祵 祶 祷 祸                                     |
| 8 додаткових   | 祹 祺 祻 祼 祽 祾 祿 禀 禁 禂 禃 禄                            |
| 9 додаткових   | 禅 禆 禇 禈 禉 禊 禋 禌 禍 禎 福 禐 禑 禒 禓 禔 禕 禖 禗 禘 禙 |
| 10 додаткових  | 禚 禛 禜 禝 禞 禟 禠 禡 禢 禣                                  |
| 11 додаткових  | 禤 禥 禦                                                       |
| 12 додаткових  | 禧 禨 禩 禪 禫                                                 |
| 13 додаткових  | 禬 禭 禮 禯                                                    |
| 14 додаткових  | 禰 禱                                                          |
| 15 додаткових  | 禲                                                             |
| 17 додаткових  | 禳 禴                                                          |
| 18 додаткових  | 禵                                                             |
| 19 додаткових  | 禶 禷                                                          |